# Neuillé-le-Lierre
Neuillé-le-Lierre ist eine französische Gemeinde mit 763 Einwohnern (Stand: 1. Januar 2022) im Département Indre-et-Loire in der Region Centre-Val de Loire; sie gehört zum Arrondissement Loches und zum Kanton Amboise (bis 2015: Kanton Vouvray). Die Einwohner werden Noviliaciens genannt.

## Geographie
Neuillé-le-Lierre liegt etwa 17 Kilometer nordöstlich von Tours in der Landschaft Touraine am Fluss Brenne. Umgeben wird Neuillé-le-Lierre von den Nachbargemeinden Villedômer im Norden und Nordwesten, Auzouer-en-Touraine im Norden, Autrèche im Osten, Montreuil-en-Touraine im Süden und Südosten sowie Reugny im Süden und Westen.
Durch die Gemeinde führt die Autoroute A10.

## Bevölkerungsentwicklung
| Jahr                      | 1962 | 1968 | 1975 | 1982 | 1990 | 1999 | 2006 | 2013 |
| Einwohner                 | 440  | 417  | 372  | 404  | 514  | 582  | 695  | 817  |
| Quelle: Cassini und INSEE |      |      |      |      |      |      |      |      |

## Sehenswürdigkeiten
- Kirche Saint-Pierre, Teile aus dem 11. Jahrhundert erhalten, Chor aus dem 12. Jahrhundert
- Herrenhaus La Forge aus dem 16. Jahrhundert
- Schloss La Roche aus dem 16. Jahrhundert

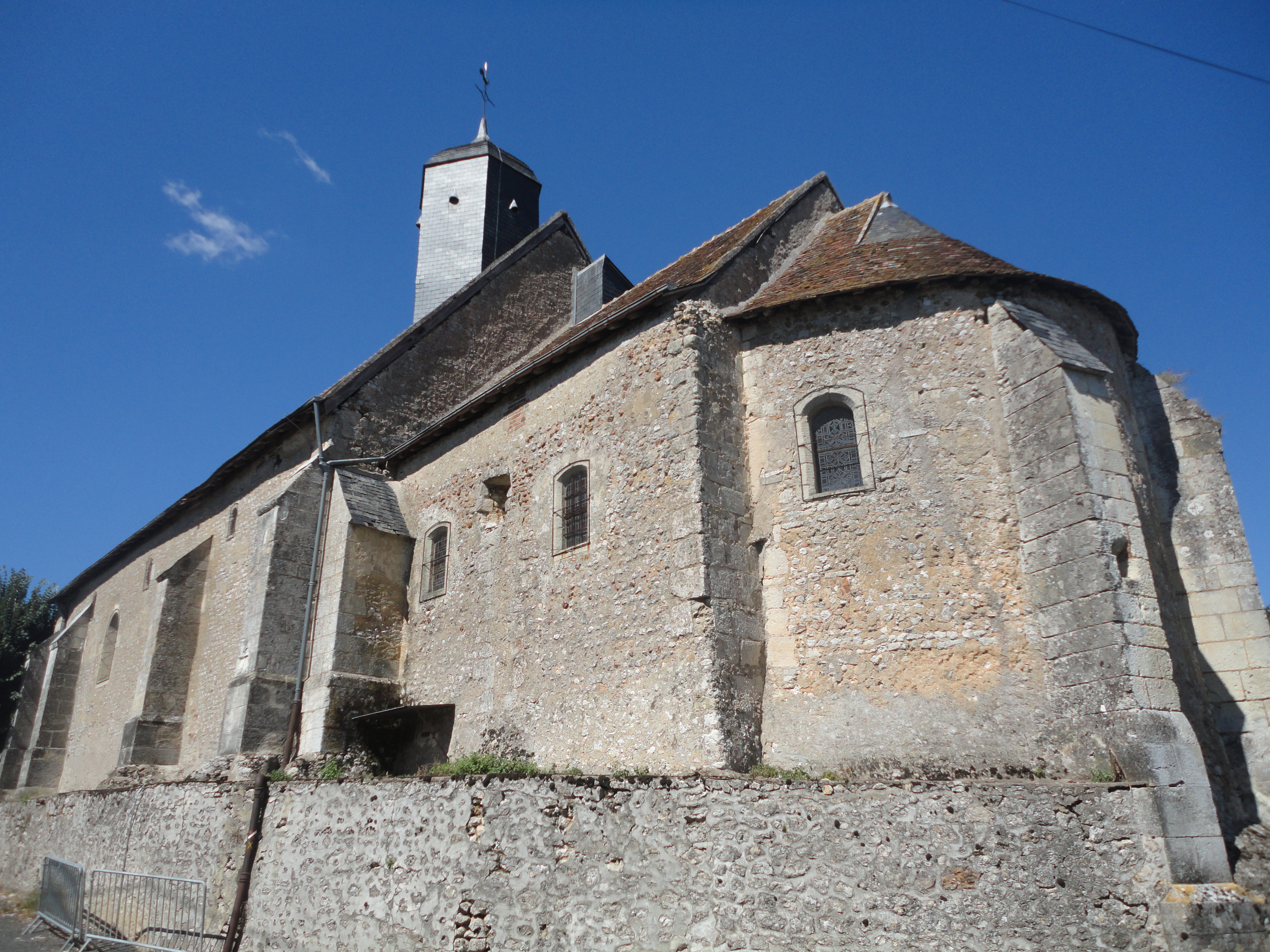
Kirche Saint-Pierre